# コール オブ デューティ モダン・ウォーフェアIII (2023年のゲーム)
『コール オブ デューティ モダン・ウォーフェアIII』（英語: Call of Duty: Modern Warfare III）は、2023年11月10日に発売されたファーストパーソン・シューティングゲーム。コール オブ デューティシリーズ本編の20作目。
略称は『CoD:MWIII』。『コール オブ デューティ モダン・ウォーフェアII (2022年のゲーム)』の続編であり、『コール オブ デューティ ウォーゾーン (2022年のゲーム)』および『コール オブ デューティ ウォーゾーンモバイル』とのクロスプログレッションに対応する。

## 概要
キャンペーンは、リードデベロッパーのSledgehammer GamesとInfinity Wardが提携して開発し、従来の一本道と異なる「オープンコンバット・ミッション」が導入された。前作からの直接の続編であり、プライス大尉率いるタスクフォース141と、ロシアの超国家主義者、ウラジミール・マカロフ率いるコンニグループとの対決を描いた物語となっている。
前作からすべての銃火器、アタッチメント、オペレーター、コスメティックアイテムが引き継がれ、マルチプレイは『コール オブ デューティ モダン・ウォーフェア2』（2009年）より16種類のリメイクされたコアマップが発売時に登場した。ゾンビモードは、Sledgehammer GamesとTreyarchによって開発され、モダン・ウォーフェアの世界で初めてのゾンビモードとなる。コール オブ デューティシリーズ生誕20周年記念作品。
本作のCEROレーティングはリブート版MWシリーズでは初、CoDシリーズ通してでは『ヴァンガード』以来となるZ（18歳以上のみ対象）指定作品となる。本作よりModulateと提携し、有害なボイスチャットをAIが検知する。
ゲームデータ本編そのものも同一のものになり、コンソール版では約90GBのポータルアプリケーションである「Call of Duty HQ」のダウンロードに加え、各モードのデータをユーザーの趣向に合わせて追加でダウンロードする必要がある。『MWIII』シーズン01開始以降は、前作のプレイにはCall Of Duty HQのメインメニューを起動した後に、項目を選択して前作のゲームデータ本編を起動させる必要がある。なおDMZモードを除く『ウォーゾーン2.0』はシーズン01開幕後は『MWIII』ベースに切り替わったためこの影響を受けない。この仕様上、前作から引き続きディスク版に記録されたデータの容量が1GBを下回るものとなる。のちに2025年7月30日からは更なる軽量化に向けてCoD:HQから本作と前作MWIIが切り離される措置が取られた。このため、同日以降に本作をプレイするには新たに用意されるMWIII用のランチャーに加え、プレイしたいモードのデータを改めてDLする必要がある。また、PS版では新ランチャー用のトロフィーデータが新たに作成されるが、すでに獲得済みのトロフィーは新ランチャー起動時に自動的に再取得される。
当初、Sledgehammer Gamesは『MW III』制作を望んでいなかった。『ヴァンガード』のリリース後、同スタジオは『アドバンスド・ウォーフェア』の続編を提案していた。しかし、このアイデアが進む前に、代わりに『モダン・ウォーフェアII (2022年のゲーム)』の拡張パックを開発することになると通知された。しかし、開発中にプロジェクトは正規ナンバリング『モダン・ウォーフェアIII』としてリリースになることになり、従業員はタイトな時間枠内でゲームをリリースするためにクランチ（強制的に行われる過酷な長時間労働）を強いられたと語った。また『ヴァンガード』も同様に厳しい開発サイクルの下で作られたものだった。この結果、他の『Call of Duty』ゲームは開発期間が3年前後であるのに対し、『MW III』の開発期間はわずか16カ月と通常の約半分だったことになる。ただし、開発の実情に関する報道に対してSledgeHammer Gamesの公式Xが否定的な見解を示すツイートを投稿している。
2024年7月24日よりCoDシリーズで初となるGame Passでの配信が開始された（Day OneでのGame Passリリースは次作『BO6』から）。

## 沿革
- 2023年10月7日〜11日、13日〜17日(日本時間)にかけてオープンベータテストを開催。
- 2023年11月3日 デジタル版を予約購入したプレイヤー限定でキャンペーンモードの早期アクセスを実施。
- 2023年12月7日 シーズン01が開幕[11]。『ウォーゾーン (2022年)』が『MWIII』ベースにアップデートされた。
- 2024年1月18日 シーズン01・リローデッドが開幕。
- 2024年2月8日 シーズン02が開幕。
- 2024年3月7日・シーズン02・リローデッドが開幕。
- 2024年4月4日・シーズン03が開幕。
- 2024年5月2日・シーズン03・リローデッドが開幕。
- 2024年5月30日・シーズン04が開幕。
- 2024年6月27日・シーズン04・リローデッドが開幕。
- 2024年7月25日・シーズン05が開幕。
- 2024年8月22日・シーズン05・リローデッドが開幕。
- 2024年9月19日・シーズン06が開幕。

## 登場人物

### タスクフォース141
ジョン・プライス大尉
英語版声優：バリー・スローン
日本語吹き替え：斉藤次郎
タスクフォース141所属の伝説的なSAS隊員。階級は大尉。前作MW IIから引き続き登場する。ブッシュハットと口髭が特徴。敵には無慈悲として恐れられ、味方には思いやりがあるとして信頼されている。コールサインは「Bravo 0-6」
詳細は「プライス大尉」
ジョン・"ソープ"・マクタビッシュ軍曹
英語版声優：ニール・エリス
日本語吹き替え：木内太郎
タスクフォース141所属のSAS隊員。スコットランド出身。階級は軍曹で、部隊内では狙撃兵を担当する。CoD4MW〜旧MW3までに登場したプレイアブルキャラクターと同名のキャラクター。旧作シリーズから容姿が変更されるキャラクターが多い中､ソープは旧作同様のモヒカンヘアーを続けている。負けず嫌いで明るい性格でもあり、時には戦闘中にジョークを言うこともある。海より雪山が好きで、スキーよりスノボ派。かつてマカロフを殺そうとしたが、プライスに止められており、その判断を悔やんでいる。キャンペーンのラストミッション『カウントダウン』にて、爆弾解除中にコンニの銃撃を受け負傷。プライスに銃を突きつけ、殺害しようとするマカロフに反撃するが、マカロフに頭を撃ち抜かれてしまい、死亡する。
コールサインは「Bravo 7-1」
カイル・"ギャズ"・ギャリック三等軍曹
英語版声優：エリオット・ナイト
日本語吹替：佐々木啓夫
タスクフォース141所属のSAS隊員。前作『MWII』から引き続き登場する。階級は三等軍曹。プライス始め141の面子からは『ギャズ』と呼ばれる程の信頼を得ている。コールサインは「Bravo 6-2」
サイモン・"ゴースト"・ライリー中尉
英語版声優：サムエル・ローキン
日本語吹替：武田幸史
タスクフォース141所属のSAS隊員。前作『MWII』から引き続き登場する。階級は中尉。バラクラバの上に髑髏の仮面を付けているのが特徴で、本名以外の素性は全て謎に包まれている。潜入工作のスペシャリストであり、ゲリラ戦やあらゆる危険な区域での任務を単独で遂行する実績を多く持つ。
ソープとは軽口を叩き合う仲で、スノボ派だと言うソープに対して「スノボは品が無い奴向けだ」と呟いている。
4年前（2019年）のシーンでは、リブート以前のゴーストの格好を見せる。
コールサインは「Bravo 0-7」

### ウルジクスタン解放軍（ULF）
ファラ・カリム
英語版声優：クラウディア・ドゥーミット
日本語吹替：足立由夏
ウルジクスタン解放軍の司令官。プライスには「ゴーストに並ぶ名スナイパー」と評されている。
アレックス・ケラー
英語版声優：チャド・マイケル・コリンズ
日本語吹替：杉村憲司
CIAの準軍事部門の工作員でウルジクスタン解放軍の協力者ではあるが、副官のような立ち位置にいる。前々作のMWのラストミッションにて、爆発に巻き込まれたことで左足が義足となっている。
サマラ・ジャラル
英語版声優：サンドラ・サード
日本語吹替：西川侑津佳
かつてファラと共に戦ったULFの隊員。現在は家庭を守るために軍を辞めている。カストビアからロシアのソチに向かう761便にてマカロフの息が掛かったテロリストによって昏倒させられ、爆弾ベストを着せられてテロリストへと仕立て上げられた。その後、爆弾を解除しようと奮闘するも乗客の邪魔が入ったことで爆弾が起爆してしまい、乗客共々爆死する。選択によっては爆弾解除のためにテロリストや乗客を射殺することになるが、どちらを選んでも結果は変わらない。キャラクターは全く異なるが、『民間人を殺さなくてはならない』、『戦争を引き起こすためにテロリストとして利用される』という立場は旧「MW2」のミッション「No Russian」のジョセフ・アレンに相当する。

### アメリカ合衆国
ケイト・ラズウェル
英語版声優：リヤ・キールステッド
日本語吹替：小林さとみ
CIAの女性アナリスト、支局長。諜報を担当し、タスクフォース141を支える。ミッション「潜入」ではプレイアブルキャラクターとして操作する。化学兵器を積んだミサイルの攻撃に巻き込まれるが、ニコライの援護あって事なきを得た。
コールサインは「Watcher 1」
フィリップ・グレイブス
英語版声優：ウォーレン・コール
日本語吹替：田邉安彦
民間軍事会社「シャドウ・カンパニー」のCEO。前作『MW II』で死亡したと思われていたが、実は生存しており、ウルジクスタン解放軍を支援している。前作でタスクフォース141とは敵対したこともあり、タスクフォースの面々からは嫌悪されていて信用はされていない。コールサインは「Shadow 0-1」
ハーシェル・シェパード
英語版声優：グレン・モーシャワー
日本語吹替：大塚明夫
アメリカ合衆国陸軍の将軍。前作でタスクフォース141を裏切ったことでグレイブス同様、嫌悪されていて信用はされていない。終盤ではグレイブスとラス・アルマスでの一件(傘下のシャドウ・カンパニーがラス・アルマスの住民を虐殺した事件)の責任を擦りつけあっていたが、最終的にプライスによって殺害される。コールサインは「ゴールドイーグル」。

### イギリス陸軍特殊空挺部隊（SAS）
バーンズ
日本語吹替：閻子丹
キャンペーンステージの「一触即発」にプライスらと同行したSAS隊員。旧「MW3」にも同名の隊員が登場している。しかしながら、このステージにしか登場していないため、その後の動向は不明。  階級は伍長。コールサインは「Bravo 6-2」。

### 協力者
ニコライ
英語版声優：ステファン・カピチッチ
日本語吹替：丹沢晃之
プライスの旧友であり、ギャズの友人。SAS、ウルジクスタン解放軍に協力するロシア人。東欧PMC「Chimera」のリーダー。シリーズ全作品に登場する。コールサインは「Yankee 7」
ユーリ・ヴォルコフ
英語版声優：ラファエル・コークヒル
日本語吹替：藤原貴弘
旧MW3に登場したプレイアブルキャラクターと同名のキャラクター。カストビアのアークロフ軍事基地に勤務する軍人で、CIAの内通者。ラズウェルに情報の入ったUSBメモリーを渡した後、同基地が化学兵器による攻撃を受け別行動を取った。その後は一切登場せず、生死についても言及が無い為不明。

### コンニ・グループ
ウラジミール・マカロフ
英語版声優：ジュリアン・コストフ
日本語吹替：野坂尚也
超国家主義者でコンニ・グループのリーダー。かつて「インナーサークル」という部隊を指揮しテロ活動を行ったためソープとプライスに捕らえられ刑務所に服役していたが、アンドレイ達の手により脱獄する。
父親はソビエト連邦の高官だったがソ連崩壊に伴い自殺。愛国心からロシア軍に入隊するも『MW』に登場したバルコフの軍勢に参加した責任を問われ除隊し超国家主義者となった。
コールサインは「Czar(ツアーリ) 9-0」
アンドレイ・ノーラン
英語版声優：ニコライ・ニコラエフ
日本語吹替：亀山雄慈
コンニ・グループの工作員でマカロフの副官。「627作戦」の後にイワンの後任としてコンニのナンバー2になる。元オーストラリア軍で除隊後にいくつかのPMCで働いた後ロシア側についた。
イワン・アレクセーブ
英語版声優：レヴ・ゴーン
日本語吹替：仲野裕
コンニ・グループの工作員。元々コンニのナンバー2だったが、「627作戦」でミスを犯してコンニ側に多数の死傷者を出したため、ノーランの手によって射殺される。青年時代をアメリカのニューヨークで過ごした。
ミレーナ・ロマノヴァ
英語版声優：ティナ・イブレフ
日本語吹替：山口立花子
前作『MWII』にも登場したロシアのオリガルヒ。正体は超国家主義者で、コンニグループのメインスポンサー。

## シングルプレイモード

### ステージ
627作戦　カストビア海　2023年11月10日 02：00
アルファチーム
ロシアの民間軍事会社（PMC）「コンニ・グループ」は、中東のカストビア海にあるゾルダヤ刑務所を襲撃。「囚人627号」ことウラジミール・マカロフを脱獄させる。

貴重貨物　ウルジクスタン-北港　2023年11月10日 06：00
ファラ・カリム-ULF、シャドウカンパニー
コン二・グループは、「ウルジクスタン・北港」を襲撃しULFが保有する米国製ミサイルを二発を鹵獲。ULF司令官のファラ・カリム、シャドウカンパニーはそのミサイルにGPSトラッカーを取り付けミサイルの行方を追った。

原子炉　ウルジクスタン 原子力発電所　2023年11月10日 09：00
ジョン・プライス-TF141、CIA
マカロフ脱獄後、「コンニ・グループ」はウルジクスタン中で多方面に部隊を派遣した。CIAは、そのうちの一つが原子力発電所に集結していることを掴んだ。タスクフォース141は原子力発電所に潜入するが、「コンニ・グループ」は致死性が高い高濃度のサリンガスを持って行ってしまった。

ミサイル弾頭　ウルジクスタン アトムグラッドバンカー　2023年11月11日 15：00
ジョン・プライス-TF141、ULF
ウルジクスタン北港から盗まれたミサイルを追跡すると、冷戦の遺物でありかつてプライス・ギャズ・ファラが調査したバンカーにたどり着いた。タスクフォース141は、分担してミサイル発射を阻止するためにバンカーを封じ込めるが、もう片方のバンカーから弾頭に化学兵器を積んだ2発のミサイルが発射されてしまう。

潜入　アークロフ軍事基地-カストピア　2023年11月11日 15：00
ケイト・ラズウェル-CIA　
一方、ラズウェルは協力者のユーリ・ヴォルコフに会うためにニコライ協力のもと厳重な警備を掻い潜りカストビアのアークロフ軍事基地に潜入した。ユーリと会った直後、基地に2発のミサイルが着弾する。ラズウェルはユーリと別れ、命からがら脱出する。

乗客　ロシア航空761便　2023年11月11日　19：30
サマラ・ジャラール-元ULF
元ULFのサマラはハイジャックに巻き込まれる。あれよあれよと言う間にハイジャック犯に仕立て上げられ、最終的にはマカロフに自爆ベストを着させられる。マカロフがパラシュートで脱出した直後に自爆ベストが爆発し、カストビアからソチに向かっていたロシア航空761便はウルジクスタンに墜落する。

墜落現場　ウルジクスタン国境　2023年11月11日　21：30
ファラ・カリム-ULF
ロシア航空761便の墜落現場をコンニ・グループが押さえ、墜落事件をULFの仕業だと見せかけるための偽装工作を行なっていた。ULFのファラとULFの実質的な副官であるCIAのアレックスは、偽の証拠を隠滅するために墜落現場に潜入する。

一触即発　カストビア ヴェルダンスク スタジアム　2019年4月6日　15：00　　
ジョン・“ソープ”・マクタビッシュ-ブラボー　
4年前。「インナーサークル」がヴェルダンスクのスタジアムを強襲した。ソープはプライス、バーンズらブラボーチームと共に民間人を虐殺するマカロフを生け捕りしに突入する。

オリガルヒ　地中海 ブルトス島　2023年11月12日　19：00
ジョン・“ソープ”・マクタビッシュ-TF141、CIA　　
長らく居場所が不明だったシェパード将軍から連絡があり、自身の返り咲きを条件に、マカロフに資金提供するオリガルヒのミレーナ・ロマノヴァが所有するプライベートアイランドの情報を提供される。ソープはゴーストとラズウェルの支援を受けつつ島に潜入しミレーナを確保。マカロフの居場所を突き止める。

高層建築　ロシア サンクトペテルブルク　2023年11月13日　11：00
カイル・“ギャズ”・ギャリック-TF141、CIA　　　
コンニ・グループが前哨基地として使うサンクトペテルブルクの高層アパートをギャズとプライスが襲撃。コンニ・グループのNo.2、アンドレイ・ノーランを生け取りにする。

極寒のツンドラ　ロシア シベリア　2023年11月14日　09：30
ジョン・プライス-TF141、CIA、ULF　
ノーランとマカロフの通信を傍受したところ、廃墟と化したソ連の刑務所に“誰か“を運ぶということが分かる。タスクフォース141とファラは車列を襲撃するが、運ばれていたのはシェパード将軍だった。ギャズの助言もあり、TF141はシェパードと共に回収地点に向かう。

ゴラダム　カストピア ヴェルダンスク　2023年11月14日　03：00
サイモン・“ゴースト”・ライリー-TF141、CIA
取引に応じたシェパード将軍から、マカロフがヴェルダンスクにあるゴラのダムをコンニ・グループに命じていたとの情報を得た。ダムを爆破して大勢の人々を殺し、その罪をULFと西側に擦りつけようとしているのだ。ソープとゴーストはニコライとラズウェルの支援を受けつつダムに設置された爆弾解除に取り掛かる。
デンジャークロース　ウルジクスタン　2023年11月16日　06：00
フィリップ・グレイブス-シャドウ・カンパニー、TF141、ULF
ゴラダムの爆破計画阻止に成功し、間髪おかずにプライスとギャズは、ULFと共に因縁の相手であるシャドウ・カンパニーの航空支援を受けつつウルジクスタン北部にあるコンニ・グループが前線基地として使う滑走路を襲撃する。プレイヤーはシャドウの射撃手として地上チームを援護する。

トロイの木馬　イギリス ロンドン　2023年11月21日　16：00
ジョン・“ソープ”・マクタビッシュ-TF141、CIA、SFO　
マカロフがいたと思われていたウルジクスタンの基地を破壊したものの、マカロフは未だに生きていた。MI6によると、TF141の地元・ロンドンでその筋では有名なハッカーとコンニの買い手が会うとのこと。TF141はロンドン警視庁の対テロ特殊部隊・SFOと共にハッカーからUSBドライブを受け取った買い手を追って歩行者用トンネルに突入する。

カウントダウン　イギリス ロンドン　2023年11月21日　17：00
ジョン・プライス-TF141、CIA、SFO
USBドライブの情報から、コンニは「トロイの木馬」で列車を制御していることが分かった。そして、英仏海峡トンネルの渡り線の防犯カメラにマカロフの姿が捉えられていた。TF141、SFOが現場に急行すると、そこには「汚い爆弾（ダーティボム）」が設置されていた。先に現場に到着したソープとプライスが爆弾解除を試みるも隙を突いてマカロフが現れ、二人とも銃撃され絶体絶命の状況に陥る。ソープは背後を取ってマカロフを負傷させることに成功するが、頭を撃ち抜かれ死亡してしまう。直後にゴースト、ギャズらが到着するも爆弾解除のためにマカロフを取り逃してしまう。

## マルチプレイモード

### コアマップモード
チームデスマッチ
先に100キルしたチームが勝利。制限時間は10分。
ドミネーション
3箇所ある拠点を奪い合う。先に200ポイント到達したチームが勝利。
サーチ アンド デストロイ
攻撃側は目標に爆弾を仕掛け、防衛側はそれを阻止していく。制限時間は各ラウンド2分。リスポーン不可で先に6ラウンドを制したチームが勝利。
キルコンファーム
敵が落としたタグを回収していく。味方が落としたタグを拾うとキルを阻止できる。制限時間は10分で先に75ポイント稼いだチームが勝利。
フリー フォー オール
全員が敵となるモード。スコアリミットは30で上位3人が勝利となる。
ハードポイント
1分おきに切り替わる目標を防衛する。先に250ポイント稼いだチームが勝利。
コントロール
攻撃側は2つある目標を制圧していき防衛側はそれを阻止していく。各チームのライフ数は30で5を切るとリスポーンできなくなる。3ラウンド制したチームが勝利。
ウォーモード
バトルマップの一部を使用した専用マップで行われる。攻撃側は3つの目標を段階的に達成していき、防衛側はそれを阻止する。目標を達成しなくても進行していくが、最終目標の制圧・防衛で勝敗が決まる。攻守交替ありの2ラウンド制。
カットスロート
3チーム3人ずつに分かれて行うモード。リスポーン不可で最後まで生き残るか、オーバータイムフラッグを確保することでラウンドを制し、先に3ラウンドを制したチームが勝利となる。

### バトルマップモード
グラウンドウォー
32対32で行われるドミネーション。先に250ポイントを稼いだチームが勝利。
インベージョン
20対20でAIプレイヤーを交えて行うチームデスマッチ。先に2,000ポイントを稼いだチームが勝利。

### 追加されたゲームモード
10V10 モッシュピット
10対10で行う6v6モードのプレイリスト。
12V12 モッシュピット
12対12で大規模マップで行うの6v6モードのプレイリスト。
ガンファイト
2対2で行うリスポーン不可のラウンド制モード。ロードアウトは2ラウンド毎に置き換わるランダム制となり先に6ラウンド制したスクアッドが勝利する。
ガンゲーム
8人で行う変則型フリーフォーオール。キルを重ねていくと武器が変化していき、1番早く17キル目で登場する投げナイフでキルしたプレイヤーが勝利となる。

オール オア ナッシング
弾薬なしのピストル・投げナイフを持った状態でスタートする変則型フリーフォーオール。キルすると弾薬を獲得できるようになるがデスすると初期状態にリセットされる。先に18キルしたプレイヤーが勝利。
インフェクテッド
18人で行う。ラウンド開始から10秒後にランダムで1人が「感染者」としてリスポーンし、「感染者」は「生存者」をキルしてそれを増やしていく。全員が感染者になった場合は感染者、ラウンド終了までに生存者が1人でも残っていれば生存者の勝利となる。「シーズン01」では期間限定モードとして感染者がサンタの姿になる「インフェクテッドホリデー」が登場した。
キャプチャーザフラッグ
6対6で行う。敵陣のフラッグを強奪し自陣に持ち帰ることでスコアを稼ぐ。
ワン・イン・ザ・チャンバー
弾薬一発からスタートする変則型フリー フォー オール。1キルすると弾薬を1つ入手でき、命中させればどこに当たってもワンショットキルになるが弾切れになった場合は近接攻撃でキルする必要がある。ライフは3つしかなく、最後に生き残ったプレイヤーが勝利となる。このモードでは戦闘記録への影響は受けない。
エスコート
MAVを防衛しながら3つあるハッキングポイントを制圧していく。2ラウンド制で、最も多くのポイントをハッキングするか、最短時間で全ポイントをハッキングしたチームが勝利となる。
マインフィールド
変則型6v6モードのプレイリスト。キル・デスすると回収不能なセンサーマインがドロップ。増殖していくと連鎖的な爆発も起こりうる。
バウンディ
キル数が最も多いプレイヤーがHVT(ハイバリューターゲット)としてマークされる変則型チームデスマッチ。HVTをキルすると追加ポイントを入手可能。
デモリッション
サーチ アンド デストロイの変則版。リスポーン可能で爆弾を解除してもラウンド継続といった違いがある以外はサーチ アンド デストロイに準じる。
ハイパークランク
スポーン時から15秒のクランクタイマーがセットされている変則型チームデスマッチ。従来のクランクモード同様にキルを重ねることでタイマー延長に加えスコア2倍、各種スピード上昇といったボーナスを得ることができる。
ハボック
特殊MODが有効になった環境で行う変則型6v6モードのプレイリスト。
サイバーアタック
マップの中央に配置されたEMPデバイスを敵陣の目標まで運び制圧していくリスポーン不可のラウンド制モード。先に5ラウンドを制したチームが勝利となる。

### その他のモード
ハードコア クイックプレイ
最大HP減(100→35)でHUD制限有・味方への誤射が有効になった環境で行うプレイリスト。
実験的プレイリスト
全マップで行う6v6モードで新機能の試験が行われた期間限定プレイリスト。本プレイリストでは他プレイヤーの周りに輪郭線が表示される。この仕様は後に「シーズン01」にてキャンペーン限定でアクセシビリティオプションとして追加された。
Modern Warfare II モッシュピット
『MWII』に収録されているマップで行う6v6モードのプレイリスト。
スノーファイト
ハングオーバーとシップマスで6対6で行う変則型ガンファイト。近接攻撃は無効化されており、マップ上に落ちている雪玉以外でキルすることができない言わば雪合戦モード。
ヴォルテックス
イベント専用仕様のクォーリー（サタンクォーリー）、ラスト（テタナス）、スポヤヤードで行う変則型フリー フォー オール。ロードアウト制限はないが、ゾンビモード専用武器であるRay Gunが登場。スポーン時にランダムで1人が所持した状態でスタートし、持っているプレイヤーをキルするかマップ上にドロップしてあるのを拾って奪い合っていく。
VOLTEX MOSHPIT
サタンクォーリー、テタナス、スポヤヤード、キッドグロウ（スキッドロウ）、エアボーン（ターミナル）で行う変則型6v6モード。
スープアップ
ザ・ボーイズとのコラボイベントとして行われる変則型キルコンファーム。タグに代わってドロップする「持効性V注射器」を拾うと特殊効果が発動。「持効性V注射器」を集めていくと本モード限定キルストリークとして同作の登場人物が使用する特殊能力を使用できるが、使わないままデスするとリセットされる。
ホードポイント
PvPvE形式の変則型ハードポイント。通常のハードポイントと同じ要領で進行していくが一定間隔でゾンビが出現。ゾンビをキルするとMWZに登場する一部のパワーアップアイテムやパック・ア・パンチ済み相当の武器がドロップする。
ジャガーモッシュ
ウォーハンマー40,000とのコラボスキン仕様のジャガーノートリーコンと専用ロードアウトを用いて3人称視点固定で行うキルコンファーム、ドミネーション、ハードポイントのモッシュピット。通常時とは異なりアーマーを拾うことで体力回復ができ、飛び降りると周囲にスタン効果を与える「グラウンドパウンド」を発動可能。マップ上にドロップするSoulrenderを奪い合う要素もあるが、ヴォルテックスとは異なり所持者をキルしても所有権は自動的には移らない。
ゲット_ハイ
専用マップ「ゲットハイ（Get High）」にて最大16人で行うプラットフォーム・ゲーム。サイケデリックでギミック満載のステージを駆け抜けていき、時間内に1番早くゴールするか制限時間までに最も高い位置にいたプレイヤーが勝利となる。
ゲット_ハイヤー
広域化しギミックも一新されたマップ「ゲット_ハイヤー（G3T_H1GH3R）」にて行うゲット_ハイ。追加要素としてゴールまで到達・一定時間内にゴールに到達・隠されたコインをすべて入手すると武器迷彩を入手可能。
ゲット_ハイヤー モッシュピット
本モード用のアレンジが施されたゲットハイヤーにて行う変則型6v6モードのプレイリスト。
アーケード
変則型6v6モードのプレイリスト。敵をキルするとミニガンといったパワーウェポンや無限弾薬等の強化アイテムがドロップする。
スナイパーオンリー
スナイパーライフル限定の6v6モードのプレイリスト。
チームガンファイト
6対6で行うガンファイト。
チームガンゲーム
6対6で行うガンゲーム。
1V1 シップメント
シップメントにて1対1で行う変則型チームデスマッチ。
バッグ
キルすると相手が獲得していたキルストリークが入ったバッグが一定確率でドロップする変則型6v6モードのプレイリスト。
ストリークレスラストメント 24/7
シップメントとラストにて行うスコアストリークが無効化された6v6モードのプレイリスト。
ミューテーション
人間サイドとミュータントサイドに分かれて入れ替わりありの2ラウンド制で行う変則型6v6モードのプレイリスト。人間側は特殊レートで獲得可能な専用キルストリークセットを活用してミュータント勢に、ミュータント側のプレイヤーは4種類ある特殊クラスの中から1つを選び、それぞれ異なる特殊能力を用いてNPCミュータントと共に人間勢に立ち向かう。
ビットパーティ
ビットヴェラ、サタンクォーリー、テタナス、スポヤヤード、エアボーンで行う変則型6v6モードのプレイリスト。キルを重ねると頭部が巨大化（小→中→大）していき、獲得できるポイントが増加したり拠点確保に必要な時間を短縮させることができるがその分狙われやすくもなる。本モードでのオペレーターは勢力や設定状態に関係なく8ビットスキンを纏ったプライス・ソープ・ゴースト・ファラの中からランダムで選出される。
ヘッドショットオンリー
頭部ダメージ限定の6v6モードのプレイリスト。
CODウォリアー
3チーム2人ずつに分かれて行うラウンド制ミニゲームのプレイリスト。1ライフリスポーン不可でラウンドを制すると1ポイントを獲得。先に5ポイントを取ったチームが勝利となる。
スラムデスマッチ
WWEとのコラボによる変則型チームデスマッチ。リーザル・タクティカル装備及びキルストリークは使用不可で武器ではダウンしかできず、ダウン後にプロレス技が盛り込まれた本モード限定のとどめの一撃を喰らわせることでキル可能。先に200ポイント以上獲得したチームが勝利となる。
フィッシング
猫（生存者）と魚（感染者）に分かれて行う変則型インフェクテッド。猫チームは「Torque 35」と「Spear」を装備し魚チームに、魚チームは猫チーム側のプレイヤーを倒して魚化していく。
ペイントボール
当たると即死のペイント弾を用いて行う6v6モードのプレイリスト。

## マップ
前作で登場したコアマップも不定期で登場する。ただし新録ではなく流用となり、一部を除きフライベートマッチで使用することはできない。

### コアマップ
※初期マップ(1～16)は『MW2 (2009)』からのリメイクマップとなる。
1. エステート（Estate） - ロシア コーカサス山脈の森林。
2. スキッドロウ（Skid row） - アメリカ ニューヨーク市の貧民街。
3. ファヴェーラ（Favela） - ブラジル リオデジャネイロの貧民街。
4. ラスト（Rust） - アフガニスタンの砂漠地帯にある油田。
5. ハイライズ（Highrise） - アメリカ ニューヨーク市にある高層ビルの屋上。
6. アフガン（Afghun） - アフガニスタンの山岳地帯にある墜落現場。
7. ディレイル（Derail） - ロシア ペトロパブロフスクに所在する貨物列車の給油施設。
8. インベージョン（Invasion） - アフガニスタンの破壊された市街地。
9. カラチ（Karachi） - パキスタン カラチの市街地。
10. クウォリー（Quarry） - ブラジル サントスに所在する採石場。
11. ランダウン（Rundown） - ブラジル リオデジャネイロの高原に所在する村。
12. スクラップヤード（Scrapyard） - アフガニスタン カンダハール州のスクラップ置き場。
13. サブベース（Sub Base） - ロシア ペトロパブロフスクの軍港。
14. ターミナル（Terminal） - ロシア モスクワに所在する空港。
15. アンダーパス（Underpass） - ブラジル マナウスの高架橋下の工業地帯。
16. ウェイストランド（Wasteland） - ウクライナ プリピャチの廃村。
17. ミート（Meat） - アメリカ オークランドにある食肉処理場。「シーズン01」にて追加。
18. ギリシャ（Greece） - ギリシャ ミコノス島の沿岸都市。「シーズン01」にて追加。
19. リオ（Rio） - ブラジル リオデジャネイロにあるショッピングセンター。「シーズン01・リローデッド」にて追加。
20. ディパーチャー（Departures） - ロシア モスクワにあるザカエフ国際空港が舞台。「シーズン02」にて追加。
21. スタッシュハウス（Stash House） - アメリカ パロアウトにある制圧された隠れ家。「シーズン02」にて追加。
22. ビスタ（Vista） - ブラジル山頂のリゾート地。「シーズン02」にて追加。
23. ダスハウス（Das House） - アメリカ ニューヨークにある建設途中の高層ビル。 ヴァンガードで登場した同名マップのリメイクマップ。「シーズン02・リローデッド」にて追加。
24. エマージェンシー（Emargency） - アメリカ アリゾナ州にある病院。「シーズン03」にて追加。
25. 6スター（6 Star） - ドバイの超高層ビルにある"6つ星"リゾート施設。「シーズン03」にて追加。
26. グロウハウス（Grow House） - アメリカ ハンボルト群にある大麻密造所。ヴァンガードで登場した「Sphere」のリメイクマップ。「シーズン03」にて追加。
27. タンク（Tanked） - オランダ ヴォンデルにある動物園。『ウォーゾーン (2022年)』で登場したヴォンデルの動物園エリアがベース。「シーズン03」にて追加。
28. グライム（Grime） - ロンドンにある見捨てられた波止場。「シーズン03・リローデッド」にて追加。
29. チェックポイント（Checkpoint） - ヴォズロジデニヤ島（リバースアイランド）が舞台。『ウォーゾーン (2022年)』で登場したリバースアイランドのストロングホールドエリアがベース。「シーズン03・リローデッド」にて追加。
30. トウキョウ[注 8]（Tokyo） - 東京にある繁華街。「シーズン04」にて追加。
31. パリ（Paris） - フランス パリが舞台。「シーズン04」にて追加。
32. インクライン（Inkline）- ウルジクスタンにある調査基地。「シーズン04・リローデッド」にて追加。
33. ベイト（Bait） - アメリカ フロリダにある船着場。「シーズン05」にて追加。
34. ヤード（Yard） - ソノラ砂漠にあるジャンクヤード。「シーズン05」にて追加。
35. ドライブスルー（Drivethru） -アメリカ オハイオ州にあるレストラン。「シーズン06」にて追加。

### ヴァリアントマップ
1. ハングオーバー（Hangover） - ハイライズのホリデー仕様。「シーズン01」にて追加。
2. サタンクォーリー（Satan's Quarry） - クウォリーのヴォルテックス仕様。「シーズン01」にて追加。
3. スポヤヤード（Sporeyard） - スクラップヤードのヴォルテックス仕様。「シーズン01」にて追加。
4. テタナス（Tetanus） - ラストのヴォルテックス仕様。「シーズン01」にて追加。
5. スキッドグロウ（Skidgrow） - スキットロウのヴォルテックス仕様。「シーズン02・リローデッド」にて追加。
6. エアボーン（Airborne） - ターミナルのヴォルテックス仕様。「シーズン02・リローデッド」にて追加。
7. ダズグロス（Das Gross） - ダズハウスのヴォルテックス仕様。「シーズン04」にて追加。
8. ビットヴェラ（Bitvela） - ファヴェーラを8ビット風にしたビットパーティ用マップ。「シーズン04・リローデッド」にて追加。
9. ゲット＿ハイ（G3T_H1GH） - ゲット＿ハイ専用マップを6v6モード向けにアレンジしたマップ。「シーズン04・リローデッド」にて追加。
10. セルシップ（Celship） - シップメントをセルシェーディング化したマップ。「シーズン05」にて追加。
11. トゥーノサイド（Toonoxide） - ラストをセルシェーディング化したマップ。「シーズン05」にて追加。
12. インクハウス（Ink House） - スタッシュハウスをセルシェーディング化したマップ。「シーズン05・リローデッド」にて追加。
13. マッドカウ（Mad cow） - 辺り一面が汚水に満ちたミートのハロウィン仕様。「シーズン06」にて追加。
14. ゴーストシップ（Ghostship） - シップメントのハロウィン仕様。「シーズン06」にて追加。
15. ビットメント（Bitment） - シップメントを8ビット風にしたマップ。「シーズン06」にて追加。
16. アリーナシップメント（Arena Shipment） - シップメントのレイアウトを踏襲した訓練施設。「シーズン06」にて追加。
17. サニーシップメント（Sunny Shipment） - 時間帯が深夜から日中に変化したシップメント。「シーズン06」にて追加。
18. ステイハイ（Stay High） - コンテナがカラフルなブロックに、各種オブジェクトがテレビやビデオデッキに置き換わったシップメント。「シーズン06」にて追加。

### バトルマップ
1. ポポフパワー（Popovpower） - ウルジクスタン北部に所在する原子力発電所。
2. オルロフミリタリーベース（Orlov military base） - ウルジクスタン北東部に所在する軍事基地。
3. レヴィンリゾート（Levin resort） - ウルジクスタン北西部に所在するリゾート地。「シーズン01」にて追加。

### ガンファイトマップ
1. トレーニングファシリティ（Traningfacilty） - 古い倉庫を改装して作られたコンニグループの訓練施設。「シーズン01」にて追加。

## オペレーター
マルチモードでは前作に引き続き「SpecGru」と「KorTac」という2つの民間軍事会社の戦闘という設定になる。ただし、一部のマップでは派閥の名前に特殊部隊の物（タスクフォース141、スペツナツ等）が用いられる。また前作に登場したオペレーターはコラボキャラ・オペレータースキン含めて全て引き続ぎ可能。
 SpecGru(スペックグルー)
"2024 CDL 男性/女性（ホーム）"
2024シーズンのCall of Dutyリーグで使用されるスキン。「シーズン01」にて追加。
"ブループリント"
プロフィール等は一切不明。『MWII』に登場する『ミラ』のボイスがそのまま流用されている。
"ロケット"
プロフィール等は一切不明。『MWII』に登場する『スペックグルーデフォルトオペレーター』のボイスがそのまま流用されている。
イサ・"バイライン"・フアレス
アメリカ陸軍レンジャー部隊出身のオペレーター。進学のために学校新聞に記事を書き始めたことをきっかけに軍事ジャーナリズムに興味を持ち、軍に入隊する。
エロディ・"ロックピック"・ミショー
日本語吹替：石田嘉代
フランス軍第1海兵隊落下傘連隊出身のオペレーター。幼少期から犯罪行為に手を染めており、一度は足を洗うために軍に入隊するも先に入隊していた兄弟の不幸が重なったショックから離隊。以降はこれまでの経歴を生かしアンダーグラウンドの世界で暗躍している。発売日から1年間（2024年11月9日）までは『MWII』の「オニ」同様にPlayStation版限定コンテンツとなるが、オニとは異なり期間中も他プラットフォーム上でもロックピックとして表示されるようになっている。
エイタヨ・"リッパー"・デイビース
イギリス軍第一空挺団・特殊部隊支援グループ (SFSG) 出身のオペレーターで「オペレーションデッドボルト」のメンバー。SFSG時代にはULFとSASと共同でウルジクスタン解放作戦に参加していた。
サマラ・"パスファインダー"・ジャラル
ウルジクスタン解放軍（ULF）所属のオペレーター。マルチプレイヤーの時間軸では既に死亡しているが、オペレータープロフィールは何故かアクティブとなっている。
ジリヤン・"スコーチ"・セルハティ=ハディド
ウルジクスタン解放軍（ULF）出身のオペレーターで「オペレーションデッドボルト」のメンバー。ULFを裏切ってザカエフが雇うターミナス・アウトカムズに就いたが、その後の厄災を悔いてオペレーションデッドボルトに加入する。
チボー・"リップタイド"・ルフェーブル
フランス海軍コマンドー・ユベール所属のオペレーター。高校時代に起きた人質事件を解決に導いた戦闘潜水員に感銘を受け海軍に入隊する。
ディビッド・"バーベキュー"・フィッシャー
アメリカ海兵隊所属のオペレーター。軍人の家系のもとで育ち、東アジアや中東で多くのキャリアを積む。
マイク・"ジャパー"・ユアン
アメリカ陸軍・デルタフォース所属のオペレーター。土木会社を営む中国系移民の家族のもとに生まれ、世界中を転々とする生活を送っていたが、両親の反対を押し切って軍への道を進む。
アベ・"ジェット"・カエデ
航空自衛隊所属のオペレーター。幼いころから飛行機に興味を持ち、無謀な行為を繰り返していたが育ての親である祖父母が交通事故に遭ったことをきっかけに航空自衛隊に入隊する。
ベン・"ウォリアー"
CALL OF DUTY基金の一環で追加された元ネイビーシールズのオペレーター。アメリカ領サモア出身の実在のDEVGRU隊員であるベン（ドウェイン・ジョンソンの従弟）がそのままモデルとなっており、オペレータープロフィールに書かれている説明も彼の実際の経歴である。プレシーズン期間中に追加。
"アボリッシャー"
ブラックセル所属のオペレーター。中世の鎧を思わせるアーマーを着用する。「シーズン01」にて追加。
"ポール・アトレイデス"
日本語吹替：入野自由
映画「デューン 砂の惑星」の主人公。「シーズン01」にて追加。
レジー・"Aトレイン"・フランクリン
日本語吹替：柏野昌俊
ドラマ『ザ・ボーイズ』に登場するキャラクターで、世界最速と謳われるほどの高速移動能力の持ち主。「シーズン01・リローデッド」にて追加。
ケイト・"ラズウェル"
「MW」からキャンペーンに登場しているCIA局員。本作でマルチプレイヤーでは初のプレイアブル化となる。「シーズン02」にて追加。
"リック"・グライムズ
日本語吹替：岡井カツノリ
ドラマ『ウォーキング・デッド』の主人公。日本語音声の担当声優は原作で吹き替えを担当していた土田大から変更されている。「シーズン02」にて追加。
"ジョン・ドウ"
ブラックセル所属の金色の骸骨の姿をしたオペレーター。公式の説明には「永遠の戦争のサイクルに縛られ、決して平和を見つけることができない魂」という記述があり、名のジョン・ドゥが示す通り肉体的には既に死亡していると推測される。また、シネマティックではゴーストが自身の影であると仄めかしている。「シーズン02」にて追加。
トミー・"チョン"
実在するコメディアンをモデルにしたオペレーター。映画『チーチ&チョン スモーキング作戦』で自身が演じた「アンソニー」の姿で登場する。「シーズン03」にて追加。
デヴィン・"Dブック"・ブッカー
実在するプロバスケットボール選手をモデルにしたオペレーター。「シーズン03・リローデッド」にて追加。
"デューブ"
ブラックセル所属のオペレーター。デューブ・コピー専用のとどめの一撃「なりすまし」を装備して発動させると相手のスキンを自身に複製することが可能。「シーズン04」にて追加。
フランク・"ウッズ"
『BLACK OPS』シリーズに登場しているオペレーター。プロフィールが1972年時点で止まっていることから『BO』と『BOD』の間の時系列のウッズと思われる。なおこれまでの次回作予約特典オペレーターとは異なり、『BO6』にて使用可能なウッズとは同一キャラとして扱われる。「シーズン04」にて『BO6』のデジタル版予約購入特典もしくはXbox Game Passメンバーシップ加入者特典として追加。
"コーディ・ローデス"
実在するプロレスラーをモデルにしたオペレーター。「シーズン05」にて追加。
"レイ・ミステリオ"
実在するプロレスラーをモデルにしたオペレーター。「シーズン05」にて追加。
"ザ・クロウ"
映画『ザ・クロウ（原題）』の主人公。「シーズン05・リローデッド」にて追加。
フェリックス・"スラムファイア"・オーティズ
「シーズン06」にて追加。
"ダリル"・ディクソン
日本語吹替：小山力也 ドラマ『ウォーキング・デッド』に登場するクロスボウでウォーカーと戦う元ドラッグディーラー。「シーズン06」にて追加。
"サム"
オムニバス映画『ブライアン・シンガーのトリック・オア・トリート』に登場するキャラクター。「シーズン06」にて追加。
KorTac(コルタック)
"2024 CDL 男性/女性（アウェイ）"
2024シーズンのCall of Dutyリーグで使用されるスキン。「シーズン01」にて追加。
イゾルダ・"ウォーデン"・ガラニナ
ロシア連邦軍・ヴィンベル部隊出身でコンニグループ所属のオペレーター。クレムリン高官の娘として生まれるも、両親は過激派によるテロの犠牲となり、引き取られた政治運動家の祖母の下で育つ。
ウラジミール・"マカロフ"
ロシア軍出身でコンニグループのリーダー。マルチプレイヤーの時間軸では死亡していないにも関わらず、ステータスは非アクティブとなっている。
"ブレイズ"
プロフィール等は一切不明。『MWII』に登場する『ミラ』のボイスがそのまま流用されている。
"サースト"
プロフィール等は一切不明。『MWII』に登場する『コルタックデフォルトオペレーター』のボイスがそのまま流用されている。
ギータ・"アルペン"・ストローム
ノルウェー国防軍対テロ特殊部隊・ジェガートロペン所属のオペレーター。スキー選手を夢見ていたが高校時代に骨折してしまい一度は復帰を目指すも完治直後に兵役義務に招集され、そのまま軍人の道を歩むことになる。
ラン・ミン・"エニグマ"・ファム
カナダ騎馬警察特殊部隊（GTI）所属のオペレーター。ベトナム系移民の家系で過去に武装強盗の被害を受けた際に駆け付けたGTIの活躍に感銘を受け、GTIに入隊する。
クライド・"バンダム"・ホーガン
イギリス秘密情報部（MI6）所属のオペレーター。スコットランド人で若くしてスパイとなる。母親想いだが短気な一面もある。
アテレ・"ドク"・ダハン
イスラエル国防軍・特殊戦術救助隊所属のオペレーター。伝統的なユダヤ教徒の家庭に生まれるが若くして夫を失い、信仰よりも従軍を選び医療兵として活躍する。
ナターリヤ・"ラプター"・オルロフ
ロシア連邦保安庁・アルファチーム所属のオペレーター。父親を見返すために射撃の腕を磨いて父を超えるハンターとなり、軍では優秀なスナイパーとして名を馳せた。
リカルド・"コルソ"・バルガス
コスタリカ公安部隊特殊介入部隊（UEI）所属のオペレーター。父親が国外の麻薬カルテルに無理矢理働かされた過去があり、そこから救い出してくれた公安部隊に加入しカルテル掃討の専門家となる。
ローランド・"スワガー"・カミンスキー
ポーランド特別軍（GROM）所属のオペレーター。フランス育ちだが、士官学校で首席を取っても部外者扱いが変わらなかっため母国軍に加入する。
アリ・"ドッケビ"
韓国軍出身のオペレーター。ハッキングを得意とするが、北朝鮮での作戦で正体がバレてしまい、身を隠すために新たな身分の下でコルタックに加入する。「シーズン01」にて追加。
アンドレイ・"ノーラン"
オーストラリア国防軍出身でコンニグループ所属のオペレーター。キャンペーンにてタスクフォースに捕らえられていたが、マカロフによって救出された。「シーズン01」にて追加。
"フェイド=ラウザ・ハルコンネン"
映画「デューン 砂の惑星PART2」に登場するハルコンネン男爵の甥。日本語音声の担当声優は実装当時原作の吹き替えキャストが公表されていなかったためか木村昴ではない別人が担当している。「シーズン01」にて追加。
"ファイヤークラッカー"
日本語吹替：中村美怜
ドラマ『ザ・ボーイズ』に登場するキャラクター。「シーズン01・リローデッド」にて追加。
"ミショーン"
日本語吹替：松本沙羅
ドラマ『ウォーキング・デッド』に登場する日本刀でウォーカーと戦う女性。「シーズン02」にて追加。
バシール・"ハッシュ"・シルワ
コンニグループ所属のオペレーター。ソマリア出身でモガディシュで用心棒として名を馳せ、その後コルタックと契約した。「シーズン03」にて追加。
オーラ・"バンシー"・マーフィー
アイルランド国防軍出身でコンニグループ所属のオペレーター。幼少期から非行を繰り返し、軍に入隊後も密輸などに手を染めていた。「シーズン03」にて追加。
"ステイシス"
ブラックセル所属のオペレーター。集合体模様のアーマーを着用する。「シーズン03」にて追加。
"チーチ"・マリン
実在するコメディアンをモデルにしたオペレーター。映画『チーチ&チョン スモーキング作戦』で自身が演じた「ペドロ」の姿で登場する。「シーズン03」にて追加。
マノエル・"ハンマー"
ブラジル軍出身のオペレーター。幼少期の頃から飼っていたブラジリアン・ガードドッグの「ハンマー」を使役犬として従えていたが、ある任務中にスペックグルー系の組織にハンマー殺されてしまった恨みを晴らすべくコールサインを踏襲しコルタックに移籍する。「シーズン04」にて追加。
"ヴォイド"
謎の突然変異によって記憶が改ざんされている謎のオペレーター。プロフィール等は一切不明だが南アフリカ出身と思われる。「シーズン04」にて追加。
"コピー"
ブラックセル所属のオペレーター。デューブ同様に専用のとどめの一撃「なりすまし」を装備して発動させると相手のスキンを自身に複製することが可能。「シーズン04」にて追加。
"レコナー"
ブラックセル所属のオペレーター。「シーズン05」にて追加。
"イワン"・アレクセーブ
コンニグループ所属のオペレーター。「シーズン05」にて追加。
"リア・リブリー"
実在するプロレスラーをモデルにしたオペレーター。「シーズン05」にて追加。
"マイケル・マイヤーズ"
「ハロウィンシリーズ」に登場する殺人鬼。「シーズン06」にて追加。
"アート・ザ・クラウン"
映画「テリファー」に登場する殺人ピエロ。「シーズン06」にて追加。
"アローン"
ブラックセル所属のオペレーター。3つ頭多腕のゾンビミュータントで左から順にMW・MWII・ゴーストチームのバラクラバを着用。他にもプライス・ソープ・ギャズの腕が生えていたりギャズの帽子やファラのヘッドラップが垂れ下がっているが詳細は一切語られていない。「シーズン06」にて追加。

## ゾンビモード

### 概要
本作にはDMZ/COOPモードの後継として、MWシリーズ初となるゾンビモードが収録されている。略称は「MWZ」。開発はTreyarchが担当、従来のBlack OPSシリーズから一部要素を引き継ぎつつも、システムやストーリーは大幅に刷新されているのが特徴。このモードは一人でプレイすることが推奨されておらず、デフォルト設定ではマッチングを経由することとなる。

### ストーリー
2021年、かつて死んだと思われていたロシアの武器商人、ヴィクター・ザカエフは、ジャック・フレッチャー率いる民間軍事会社ターミナス・アウトカムズの協力を得て、ウルジクスタンのサラヴァンのホテルの地下に侵入し、「エーテリウム」と呼ばれる物質が入った2つの小瓶を回収した。ザカエフとフレッチャーらが脱出する際、駆けつけた警官隊と激しい銃撃戦に発展し、ザカエフは咄嗟に警官に小瓶の1つを投げつけ、フレッチャーとともに装甲車でその場から逃走した。死者や警官たちはゾンビになり、アウトブレイクが起きた。
数週間後、サラヴァンでの脅威を封じ込めるために策定されたCIAの緊急対応計画「オペレーション・デッドボルト（Operation Deadbolt）」の一環として、アナリストのラズウェルと指揮官のセルマ・グリーンの指示のもと、SASの“ソープ”・マクタビッシュとレクイエムのメンバーだったセルゲイ・ラベノフは、ストライクチームを率いてサラヴァンに派遣された。

### システム
- 従来のサンドボックス/ラウンド制を廃止し、『ウォーゾーン (2022年)』から流用された広大なマップに3人1組のスクアッドでスポーン、各自任意のミッションを選択し、エッセンス（通貨）やアイテムの収集及びストーリーの進行等、それぞれ目的を持って自由に行動するオープンワールド/フリーミッション形式となっている。
- 本作は完全PvEとなっており、プレイヤー間での戦闘は一切発生しない。その為、同じマップ内にスポーンした他スクアッドとの協力も容易。
- ベースはDMZモードであり、アイテム収集や売却、脱出成功時に所持していたアイテムを次回の出撃に持ち越せる、死亡時に装備をロストする等、同モードの主要となる要素がMWZにも多数見受けられる。
- DMZと同じく、プレイする事で持ち込んだ武器のレベルや自身のランクを上げることが出来る。また、未解除の武器を所持して脱出に成功すると無条件でロックが解除される為、レベルやチャレンジ等を行わずともマルチプレイヤー/『ウォーゾーン (2022年)』での使用が可能になる。
- マップは外周〜中心にかけて3つのエリアに分けられており、中心へ進む程敵がより強力になっていく為注意が必要。なお、セッション内の全プレイヤーは外周のレベル1エリアにスポーンする。
- 1マッチにつき制限時間が設けられており、これを超過するとストームが拡大、呑み込まれたプレイヤーは継続ダメージを受けて死亡するので、脱出のタイミングが非常に重要となっている。

## 登場人物(ゾンビモード)
ゾンビモードの時系列は『MW』と『MWII』の間である2021年であり、現在では既に死亡しているキャラクター等も多数登場する。 また、『BOCW』にてリブートMWシリーズとゾンビモードを含めた世界が同一世界に統合された為、BOシリーズのキャラクターも登場する。
Operation Deadbolt(オペレーション・デッドボルト)
"セルゲイ・ラベノフ"
日本語吹替：水中雅章
BOCWから引き続き登場するロシア人スペシャリスト。前作での経験からこの手の事象に詳しい人物としてデッドボルトに参加、ダークエーテル封じ込めの為ソープと共にストライクチームを率いる。
"ソープ・マクタビッシュ"
本編より登場。ラベノフと共にストライクチームを率いるリーダー。
"エバ・ジャンセン"
日本語吹替：近藤唯
エーテリウム研究を専門とする物理学者。以前にザカエフの下で働いていた経歴があるが、現在はターミナスの計画を阻止するべく、デッドボルトに協力している。
ジャンセンが3歳の時（1996年）にグレイが遺した映像では、実の母親はサマンサ・マキシスであること、またラベノフとも親子関係があることが明かされた。
さらに、グレイはジャンセンが遺伝子を通じてダークエーテルと繋がりを持って生まれたことも言及している。
"セルマ・グリーン"
日本語吹替：仲村かおり
オペレーション・デッドボルトの指揮官。階級はSSO。本部から無線にてストライクチームへの指示を出してくる。
"ヒューゴ・バレラ"
日本語吹替：松重慎
エーテリウムの研究者。
"ルーカス・ドブス"
日本語吹替：土生周平
偵察を担当するドローンパイロット。
"クリスタル・ミラー"
日本語吹替：羽飼まり
補給等を担当するクォーターマスター。階級は伍長。
"ルピンダー・カプール"
日本語吹替：江頭宏哉
車両整備等を担当する主任整備士。
"エイミー・ファング"
日本語吹替：所河ひとみ
ストライクチームの潜入/回収を担当するヘリのパイロット。
"Reaper 1-1"
エーテリウム中和装置を使用する為、メンバーを現地へと送り届けたパイロット。作戦の途中にターミナスのSAMターレットによって撃墜され、死亡する。
"ケイト・ラズウェル"
シネマティック等に登場するCIAのアナリスト。オペレーション・デッドボルトの立ち上げに協力した。
Terminus Outcomes(ターミナス・アウトカムズ)
"ヴィクトル・ザカエフ"
日本語吹替：藤原聖侑
ロシアの超国家主義者。シリーズお馴染みの悪役であり、物語の元凶となる人物。『MW (2019)』のヴェルダンスクにて、プライスによってミサイルサイロの底へ転落させられ死亡したかのように思われたが、実は生存していた。その後、自らの野望を実現させるべくターミナスを率いて向かったウルジクスタンのサラヴァンにてエーテリウムの回収に成功するも、駆けつけた警官隊と激しい銃撃戦に発展。その最中に咄嗟の判断でエーテリウムを使用し、アウトブレイクを引き起こした。
"ジャック・フレッチャー"
日本語吹替：新田英人
民間軍事会社ターミナスのCEOで、指揮官も務める元NZDF・1NZSAS所属の男性。ザカエフに雇われており、エーテリウム回収の際も部隊を率いて同行している。
"レガシー・バラノフ"
ターミナスの副司令官。サラヴァンにある要塞に駐留しており、プレイヤーがこの場所へ行くと実際に戦闘が発生、無事に始末するとHAYMAKERの武器設計図が入手可能。なお、これは正史となっており、現在では既に死亡している。
"アリ・ドッケビ"
電子戦の専門家。サラヴァンにある要塞に駐留しており、プレイヤーがこの場所へ行くと戦闘が発生、倒すとKVD Enforcerのカスタムを入手できる。後にオペレーターとしても登場するため、この戦闘では死亡していない。
"ソナ・"ケレス"・ミルゾヤン"
日本語吹替：渡なべゆき子
コンニより派遣された科学者。オルロフ軍事基地に駐留しており、プレイヤーがこの場所へ行くと実際に戦闘が発生、倒すとMCWのカスタムを入手できる（その後の生死は不明）。ケレスの姿と同じスキンをアルペンが着用できる。
"レインメーカー"
日本語吹替：小堀真生
コンニより派遣された砲兵。シャヒーンマナのラアハ島にある要塞に駐留しており、プレイヤーがこの場所へ行くと実際に戦闘が発生、倒すとDG-56のカスタムを入手できる（その後の生死は不明）。
Requiem(レクイエム)
"グレゴリー・ウィーバー"
BOから登場し、BOCWにてCIAのレクイエムの攻撃チームを率いていた人物。詳細は不明だがウルジクスタンに逃げ延びた後、エーテリウムの装置を起動して死亡し、ミイラ化した遺体として登場する。第4章ではクリア後のムービー内に他のメンバーと共にジャンセン博士の幻覚としてゾンビ化した状態で登場。
"オスカー・シュトラウス"
BOCWとVanguardに登場していたドイツ人の科学者。ミイラ化遺体として登場。
"マッケンジー・カーバー"
BOCWに登場していたレクイエムの責任者。ミイラ化遺体として登場。
"エリザベス・グレイ"
BOCWに登場していたレクイエムの自然科学研究者。ミイラ化遺体として登場。
1996年に遺した映像で、ジャンセンの産みの母親であることが明かされた。

## 登場銃火器

### ガンスミス
・本作では新要素として、武器レベルが最大に達するとアフターマーケットパーツというアタッチメントスロットが追加され、その一種であるコンバージョン・キットを使用することで、武器の性能や外見が大きく変化する。（例: PKP Pecheneg→ PKP Pecheneg Bullpup等）
・制作期間の関係か、モデリングの流用(主にサイト等のアタッチメント類)や、武器の口径変更モデルが多く実装されている（MCW、MCW 6.8等）
・前作MWIIから殆どの武器を引き継ぎ可能で本作のバランスに合わせる為にビジュアルリコイルが軽減されている。
・キャンペーンに登場する銃器はInfinity Ward制作の為かMWIIに登場している、もしくはMWからモデリングが流用されている銃器の割合が多い。
・今作では前作にあった武器パーツごとの調整システムが削除されている。

### 製造企業
・前作MWIIにも登場した製造会社はMWII項目の「架空の企業」を参照。
Defense Group
「DG-56」「DG-58 LSW」を製造している中華人民共和国の企業。
Matuzek
「Rival-9」「MTZ-556」シリーズ（「MTZ-762」「MTZ INTERCEPTOR」）「SOA Subverter」を製造している東欧の企業。前作「MW II」でもいくつかのパーツが登場している。現実のCZ社に相当するが、その武器は主にコンニ兵が使用する。
Silverfield Ordnance
「Renetti」「HRM-9」を製造している企業。現実のピエトロ・ベレッタ社に相当する。前々作「MW」にも登場。
Tectonic Tactical
「AMR9」「Superi 46」「Riveter」を製造しているアメリカ合衆国の企業。カリフォルニア州ロサンゼルスに拠点を持つ。
Rattle Back
「MCW」シリーズ（「Sidewinder」「MCW 6.8」）を製造している企業。
WSP
「WSP Swarm」「WSP Stinger」を製造している企業。
JAK
銃器のカスタムキットを製造している企業。

## 作中に登場する組織、地域名

### 国家/地域
ウルジクスタン (Urzikstan)
『ウォーゾーン (2022年)』の新たな主戦場となるマップ。
コーカサス地方の黒海の先端に位置する半島で、北〜北西をアダル連合共和国、北東をロシア連邦、東〜南西をジョージアと接する国境を持つ国。首都は『MW (2019)』のキャンペーンモードのステージとして登場した「Sakhra」。前作に登場するオペレーター「ファラ・カリム」の出身国であり、現在はアル・カターラがファラの率いる解放軍とロシア軍を両方を相手取って対立していたが、そこに脱獄したマカロフ率いるコンニ・グループが多方面に部隊を展開する。
カストビア (Kastovia)
『MW (2019)』『BOCW』『MWII』及び今作『MWIII』に登場する旧ソビエト連邦の構成国。
コーカサス地方に位置しており、首都は『Warzone Mobile』の主戦場となる「Verdansk」。過去にカレド・アル・アサド率いるアル・カターラの侵攻を受け、今作でもコンニグループによってアークロフピーク軍事基地、スタジアム、ゴラダム等、様々なランドマークがテロの標的となる。「Kastov 762」「Kastov 545」「Kastov-74u」及びKVシリーズ全般はこの国で製造されている銃である。

### 組織
タスクフォース141 (Task Force 141)
プライス率いるSAS隊員で構成される精鋭部隊で、物語の主役となる組織。
今作では、コンニが世界各地で引き起こすテロ/偽旗作戦を阻止するべく、盗まれたアメリカ製ミサイル及び化学兵器回収の為コンニと全面対決を繰り広げる。
コンニ・グループ (Konni Group)
超国家主義者のウラジミール・マカロフ率いるロシアの民間軍事会社。オリガルヒであるミレーナ・ロマノヴァから資金提供を受けており、カストビア、ロシア、ウルジクスタン、イギリス等世界各地でテロや偽旗作戦を行う。「Конни（コンニ）」とは本来ロシア語で「コニー」と読み、プーチン大統領の愛犬などに名付けられている。
シャドウ・カンパニー (Shadow Company)
フィリップ・グレイブス率いるアメリカの民間軍事会社。契約主であるシェパード将軍の私兵であり、今作『MWIII』にも登場。
ウルジクスタン解放軍 (Urzikstan Liberation Force)
ファラ・カリム率いる民兵組織。本作では英語表記の略称であるULFの名で呼ばれる。
インナーサークル (Inner Circle)
コンニグループの前身となる超国家主義派のテロ組織。警官などに偽装してヴェルダンスクのスタジアム襲撃を実行する。リーダーのマカロフはソープとプライスに拘束されたが、元メンバーを影で操りコンニを創設した。
ターミナス・アウトカムズ (Terminus Outcomes)
ジャック・フレッチャーが率いる民間軍事会社。非合法組織ゆえ本拠地はブルネイにあり、その他トルクメニスタン、コンゴ民主共和国、ウガンダに訓練施設を保有し発展途上国出身の傭兵が大量に所属していると思われる。
ゾンビモードの時間軸にてザカエフに雇われ、ウルジクスタンにてエーテリウムを強奪し最終的にアウトブレイクを引き起こす。
CIA (Central Intelligence Agency)
アメリカの対外情報機関。ケイト・ラズウェルやアレックスが所属。
CT-SFO (Counter Terrorist Specialist Firearms Officer)
実在するロンドン警視庁所属の対テロ専門射手部隊。『MW (2019)』で冒頭でギャズが出向していた。キャンペーン終盤にてギャズに招集され、TF-141と共同作戦を行う。現実世界と同じく、主にM13B (MCX) やM4 (SIG516) 等を装備している。

## コラボレーション
オペレーター
- DUNE/デューン 砂の惑星・PART2（ポール・アトレイデス、フェイド=ラウザ・ハルコンネン）（2023年 - 2024年）
- ザ・ボーイズ（Aトレイン、ファイヤークラッカー）（2024年）
- ウォーキング・デッド（リック・グライムス、ミショーン、ダリル・ディクソン）（2024年）
- スヌープ・ドッグ（2024年）
- チーチ＆チョン（2024年）
- デビン・ブッカー（2024年）
- WWE（リア・リブリー、コーディ・ローデス、レイ・ミステリオ）（2024年）
- ザ・クロウ（2024年）
- ハロウィンシリーズ（マイケル・マイヤーズ）（2024年）
- テリファー（アート・ザ・クラウン）（2024年）
- ブライアン・シンガーのトリック・オア・トリート（サム）（2024年）

オペレータースキン
- モンスターエナジー（2023年）[24]
- リトル・シーザーズ（2023年、対象はアメリカ合衆国、カナダ、メキシコ）[25]
- ウォーハンマー40,000（2024年）
- ゴジラxコング 新たなる帝国（2024年）
- ガンダムシリーズ（機動戦士ガンダム/水星の魔女）（2024年）
- Falloutシリーズ（2024年）
- Smile 2（英語版）（2024年）

武器設計図
- Twitch（2023年）[26]

## 反応

### 表彰

#### 2024年
- D.I.C.E. Awards
  - ノミネート：「Online Game of the Year」[35]
- 英国アカデミー賞ゲーム部門
  - ノミネート：「Audio Achievement」、「Multiplayer」[36]

### レビュー
レビューではキャンペーンモードが酷評された。Metacriticでは、それまでの最低点であった『CoD ヴァンガード』の73点を下回り、最も点数が低い本編のゲームとなった。

### 売り上げ
アメリカ合衆国で2023年に2番目にゲームソフト、ヨーロッパで2023年に4番目に売れたゲームソフトである。日本のPlayStation Storeにおける2023年のダウンロードランキングで、PS5のゲームソフトとして11位となった。

## 国内の公式大会
2024年9月、公式大会の「MWIII Japan Championship」が開催された。Zesty、Akiryo、Ibura、Retsujiroが所属するチーフロー首領が優勝した。